# Резонансний метод руйнування крижаного покрову
Резона́нсний ме́тод руйнува́ння крижано́го покро́ву — слугує для руйнування криги.
В припципі дії цього методу закладений рух навантаження на крижаний покров та розвиток системи нагрузки гнучких гравітаційних хвиль (ГГХ). Це поєднання коливань пластин льоду та пов'язаних з ними гравітаційних хвиль у воді. Коли швидкість навантаження близька до мінімальної фазової швидкості від ГГХ, вода припиняє підтримку крижаного покриву та підтримка здійснюється тільки зарахунок властивостей льоду. Амплітуда ГГХ різко зростає, і з достатнім навантаженням починається руйнування.

## Застосування
Резонансний метод руйнування крижаного покриву може здійснюватися будь-яким транспортним засобом, здатним переміщатися по крижаному покриві з достатньою швидкістю та масою навантаження. Відомі випадки руйнування льоду від ГГХ при русі автомобіля, поїздів по залізничних переправах, при зльоті та посадці літаків і т. д. Проте в даний час найбільш підходящим засобом для реалізації методу є амфібні судна на повітряній подушці (СПП).

## Переваги амфібних суден на повітряній подушці
У кілька разів нижче споживння потужності (залежно від товщини льоду) в порівнянні з криголамами і навісним криголамним обладнанням. Так само перевагами СПП є відсутність контакту їх корпусу з льодом, прохідність надзасніженим крижаним покривом, безпека руху над битим льодом і чистою водою. Практична відсутність осідання у СПП дозволяє руйнувати лід в бассейнах будь-якої глибини.
Використання СПП для руйнування льоду доцільною тому, що в цьому типі транспортного засобу можливе поєднання транспортних і криголамних функцій, а їх всюдихідні якості роблять можливою їх експлуатацію протягом цілого року.
Велика швидкість руйнування льоду СПП дозволяє ефективно проводити раннє розчищення окремих ділянок річок і водоймищ. Це може не тільки збільшити період навігації, але і запобігти заторним явищам. Робота ССП в резонансному режимі ефективно впливає не тільки на поверхневий, але і глибинний лід, що може запобігти стихійним лихам, що виникають в період танення та льодоходу.

## Дослідження
Учений Віктор Козин отримав експериментальні теоретичні криві, які показують всі можливості свого методу.